# Chodavaram
Chodavaram är en ort i Indien.   Den ligger i distriktet Vishākhapatnam och delstaten Andhra Pradesh, i den sydöstra delen av landet, 1 300 km söder om huvudstaden New Delhi. Chodavaram ligger 48 meter över havet och antalet invånare är 29 000.
Terrängen runt Chodavaram är platt åt nordväst, men åt sydost är den kuperad. Runt Chodavaram är det tätbefolkat, med 819 invånare per kvadratkilometer. Närmaste större samhälle är Anakāpalle, 16,9 km söder om Chodavaram. Omgivningarna runt Chodavaram är en mosaik av jordbruksmark och naturlig växtlighet.